# Contaminació acústica

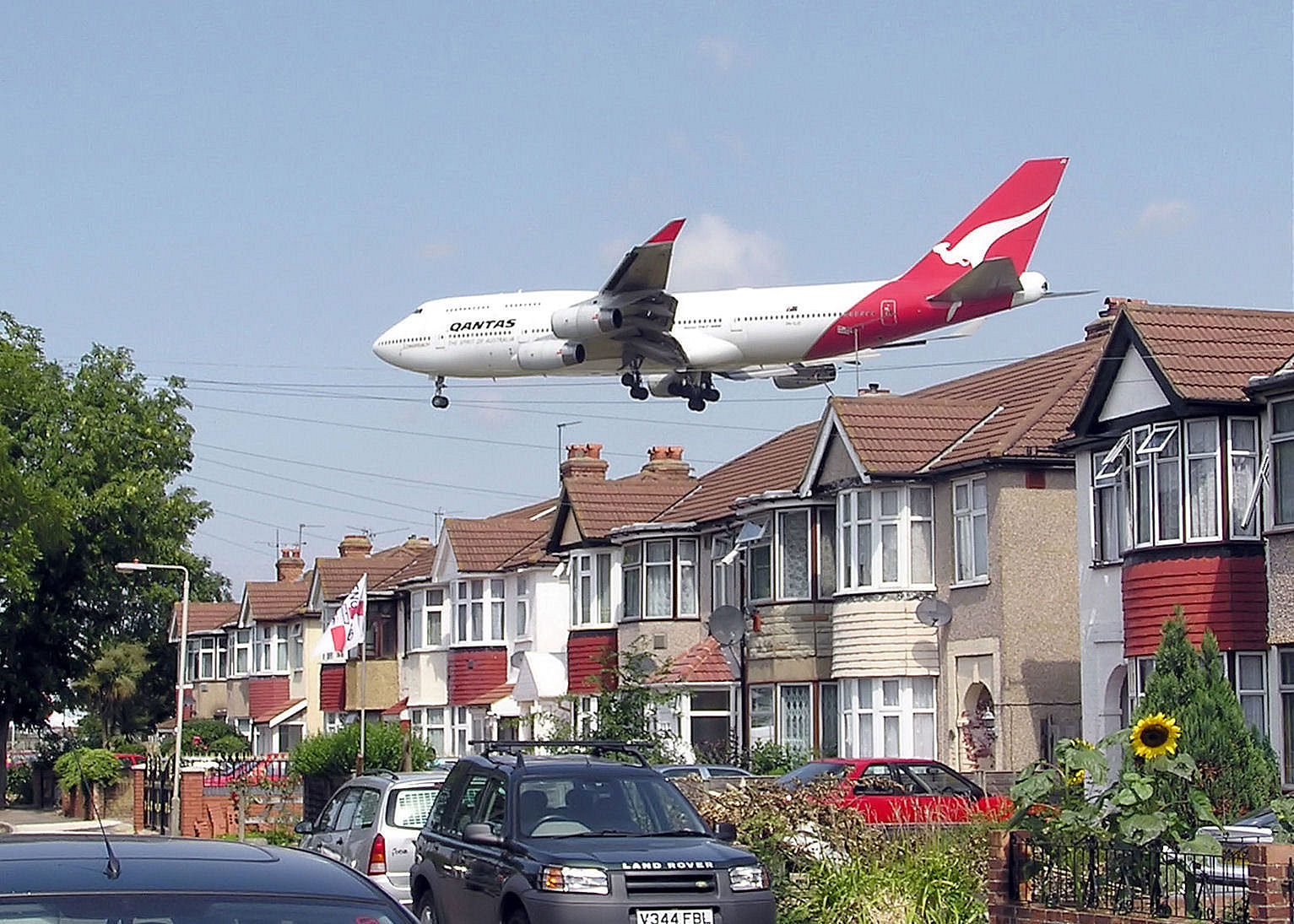
Un Boeing 747 a prop de l'aeroport de Heathrow, a Londres

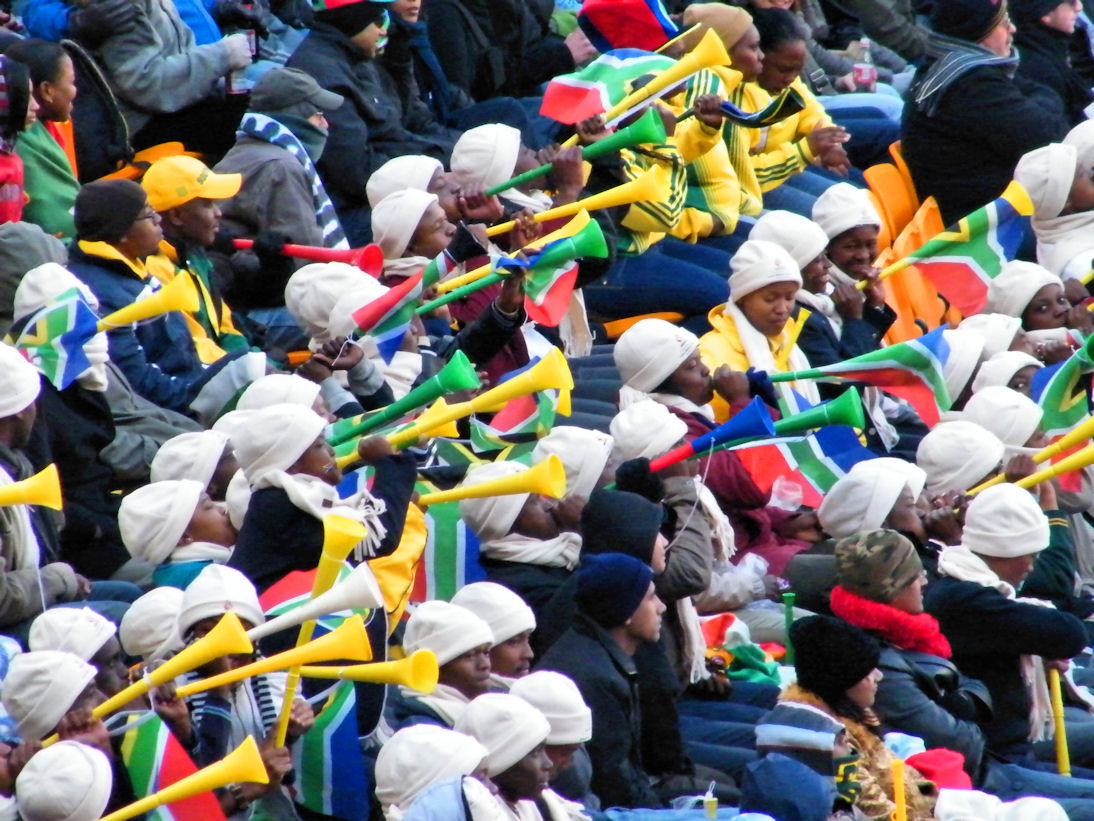
Vuvuzeles en un partit de futbol

La contaminació acústica és la pol·lució que altera les condicions de so normals del medi ambient en una certa zona. El terme fa referència al soroll (entès com a so excessiu i molest) provocat per les activitats humanes (trànsit, indústries, locals de lleure...) i que produeix efectes negatius sobre la salut auditiva, física i mental de les persones. Si bé el soroll no s'acumula, trasllada o manté en el temps com les altres pol·lucions, també pot causar grans danys en la qualitat de vida de les persones si no es controla.
Un report de l'Organització Mundial de la Salut (OMS), considera els 70 dB(A), com el límit superior desitjable. A Espanya, s'establix com a nivell de confort acústic els 55 dB(A). Per damunt d'aquest nivell, el so resulta perniciós per al descans i la comunicació. L'exposició prolongada a un soroll excessiu pot provocar danys, reversibles o no, al sistema auditiu. També pot afectar l'atenció, la irritabilitat, la fatiga i altres aspectes relacionats amb la psicologia i el comportament dels éssers vius.
Segons estudis de la Unió Europea de 2005, 80 milions de persones estan exposats diàriament a nivells de soroll ambiental superiors a 65 dB(A) i uns altres 170 milions ho estan a nivells d'entre 55 dB(A) i 65 dB(A).

## Mesura del so (Nivells de soroll)
Per a mesurar impacte del soroll ambiental (contaminació acústica) es poden utilitzar diferents tipus d'indicadors:
- Nivell de pressió sonora continua equivalent, Leq. És un valor amitjanat energèticament dels nivells de pressió acústica durant un temps determinat t, en decibels (dB).

A partir del nivell equivalent Leq, s'obtenen:
- Ld és el nivell sonor mitjà a llarg termini ponderat A, en l'interval comprès entre les 7 h del matí fins a les 21 h del vespre, representatiu d'un any i definit en la norma ISO 1996-1 i ISO 1996-2
- Le és el nivell sonor mitjà a llarg termini ponderat A, en l'interval comprès entre les 21 h del vespre fins a les 23 h de la nit, representatiu d'un any i definit en la norma ISO 1996-1 i ISO 1996-2.
- Ln és el nivell sonor mitjà a llarg termini ponderat A, en l'interval comprès entre les 23 h de la nit fins a les 7 h del matí, representatiu d'un any i definit en la norma ISO 1996-1 i ISO 1996-2.
- Nivell equivalent dia-vespre-nit, Lden. Mesura el nivell amitjanat de soroll, en decibels (dB), que es produeix durant les 24 hores, a partir dels nivells Ld, Le i Ln, distingint els períodes en dia (7 a 21 h), vespre (21 a 23 h) i nit (23 a 7 h).
- Nivell d'exposició de so o SEL: és el nivell LEQ d'un soroll d'un segon de duració. El SEL s'utilitza per a mesurar el nombre d'ocasions en què se superen els nivells de soroll tolerat en llocs específics: barris residencials, hospitals, escoles, etc.

Els equips utilitzats per la mesura del soroll són els sonòmetres.

## Efectes del soroll sobre la salut

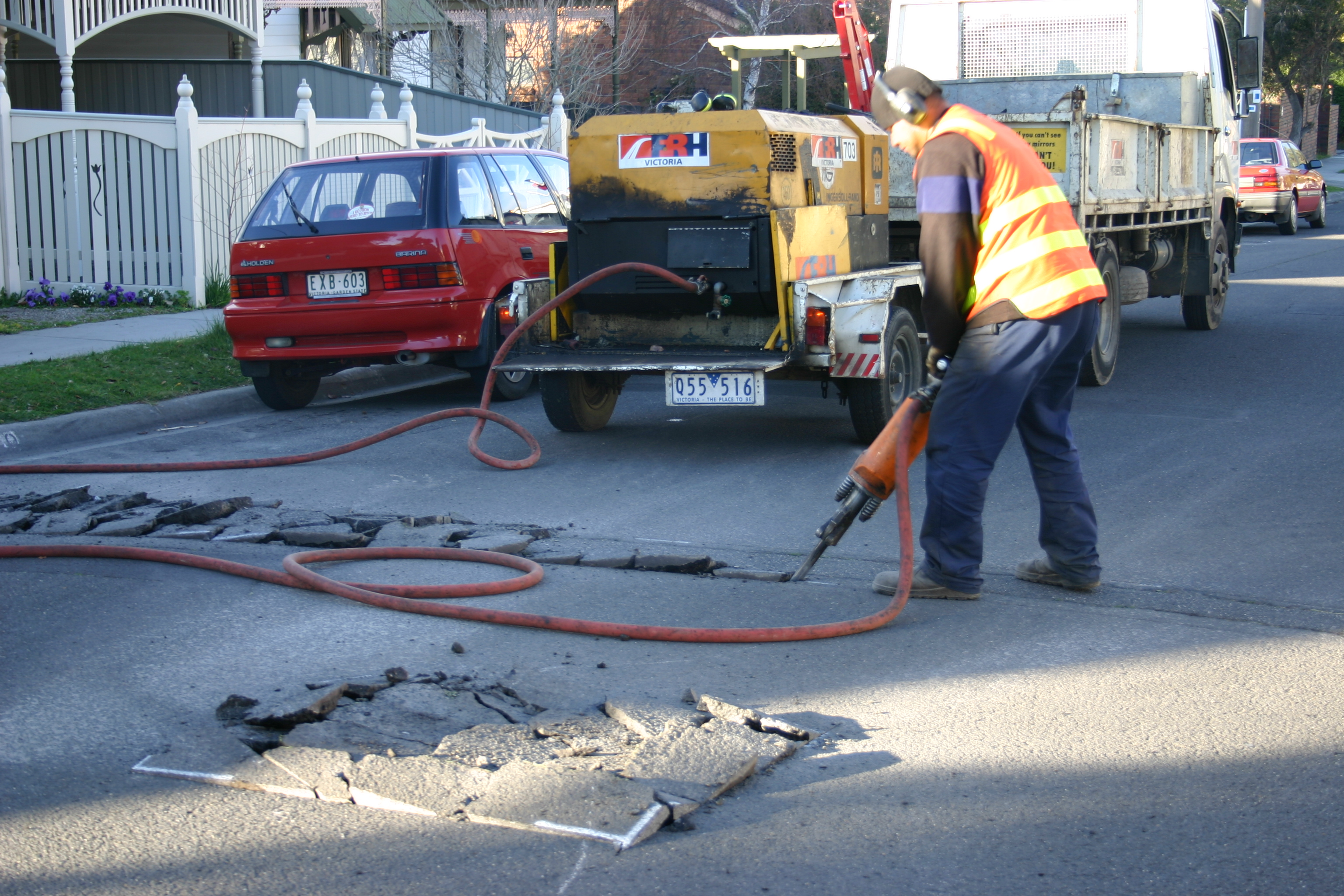
Treballador amb proteccions auditives

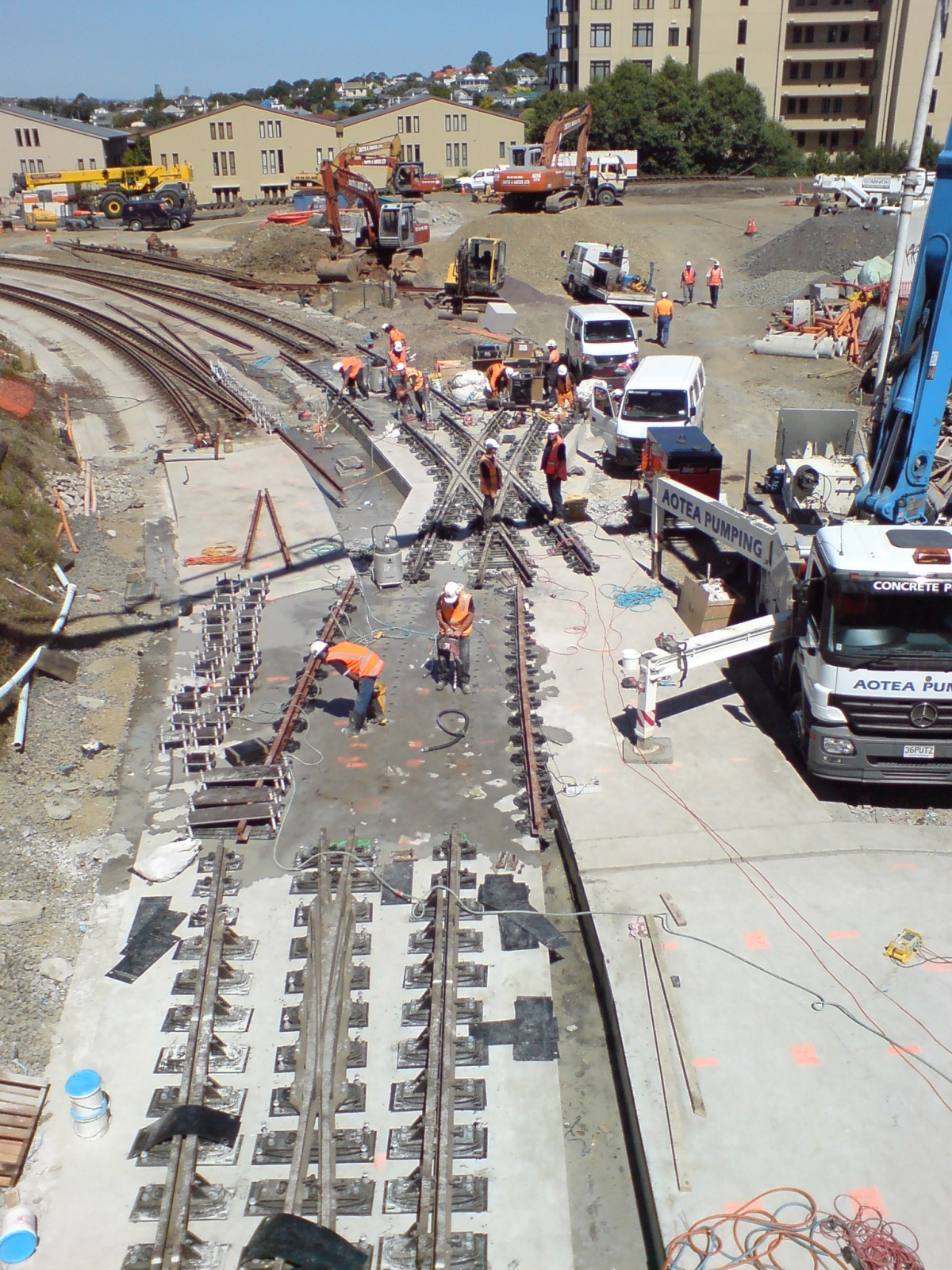
Els rectangles sota les vies que es veuen en primer pla serveixen per a disminuir el soroll quan passi el tren

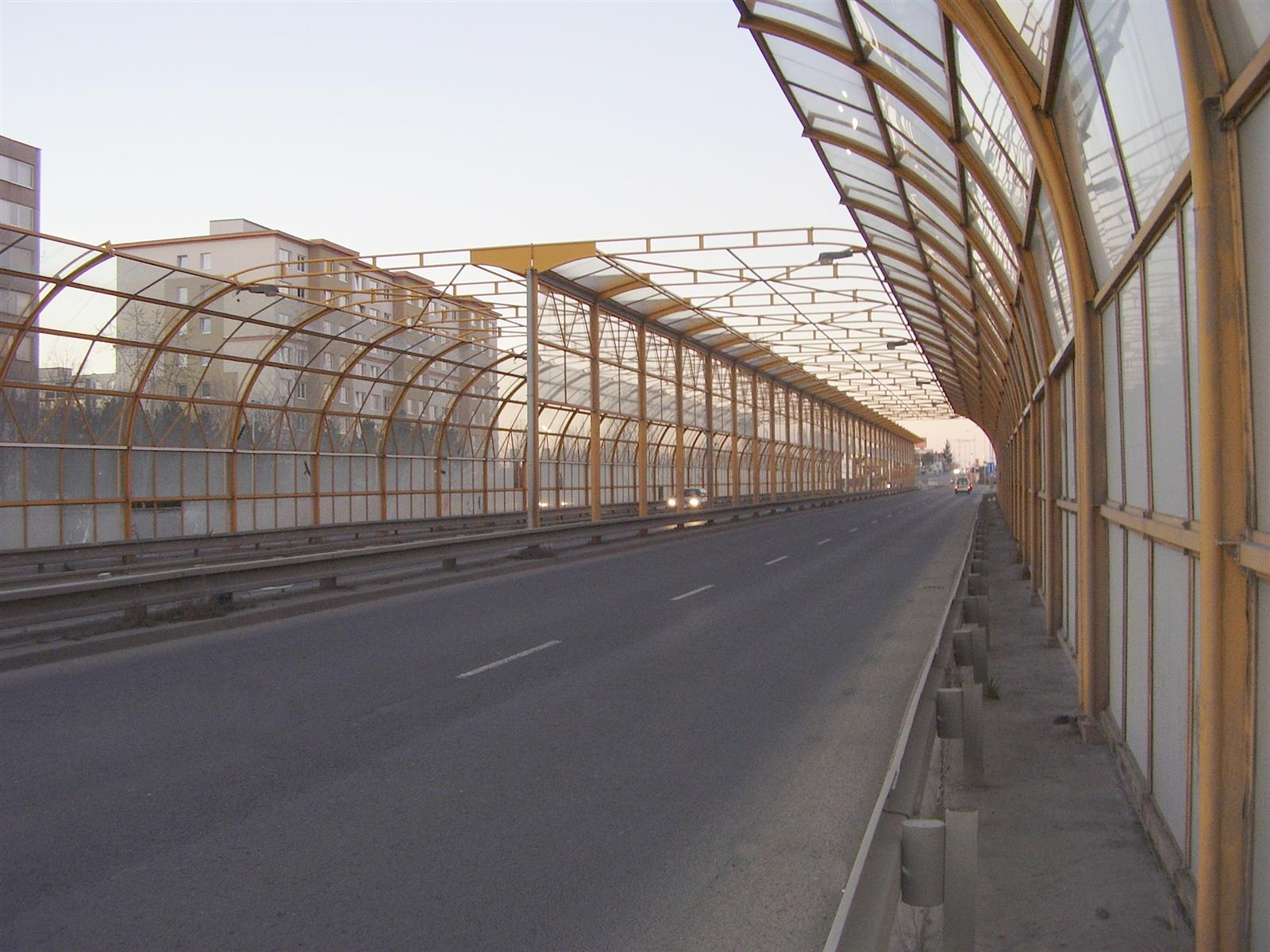
Murs de vidre per disminuir als veïns el soroll del trànsit

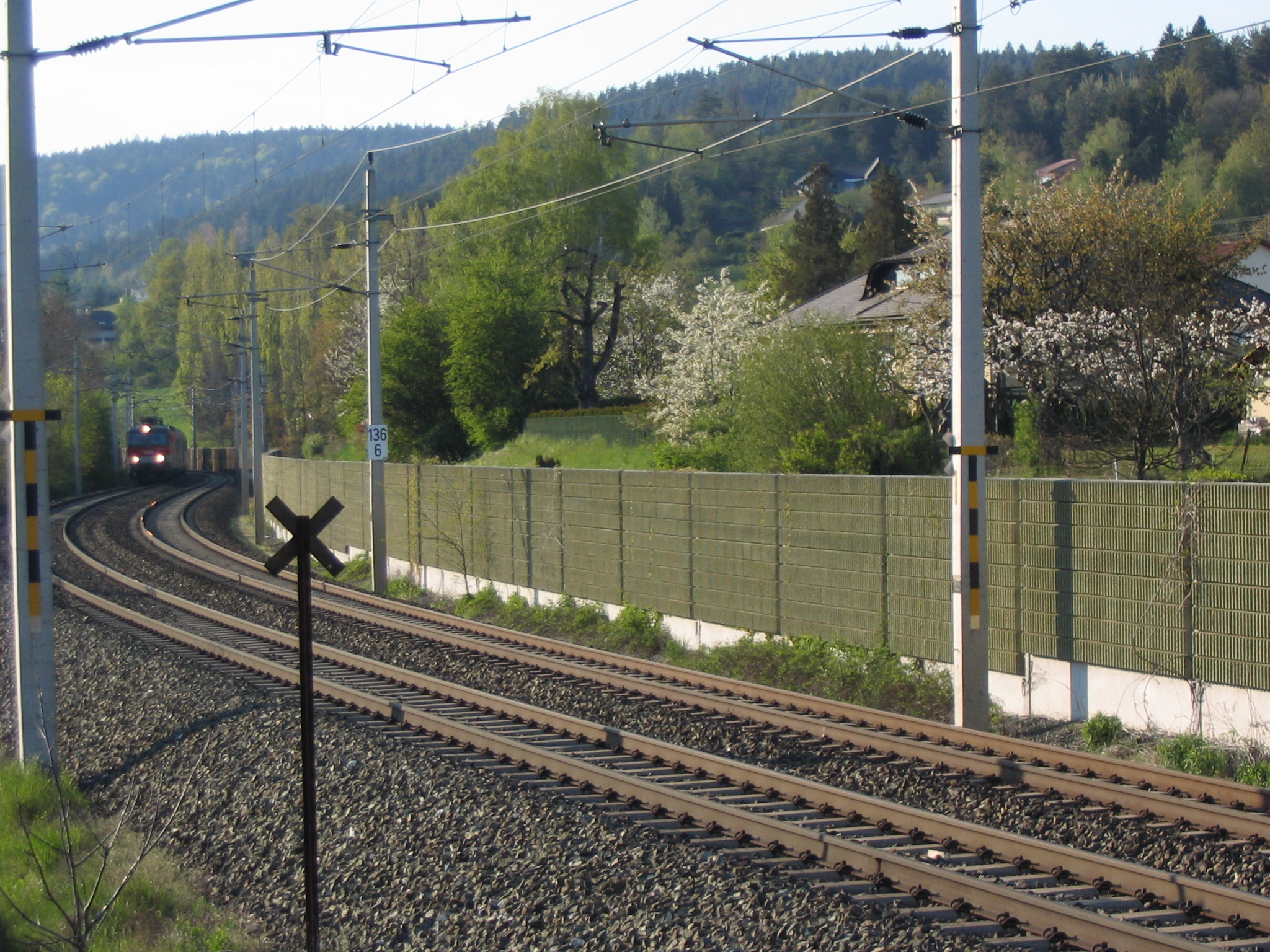
Murs antisoroll que respecten el paisatge

Efectes del soroll sobre la salut poden ser auditius i també no auditius.

### Efectes auditius
El sistema auditiu es ressent davant d'una exposició prolongada a una font d'un soroll, encara que aquesta sigui de baix nivell. El dèficit auditiu provocat pel soroll ambiental s'anomena socioacusia.
Una persona quan s'exposa prolongadament a un nivell de soroll excessiu, nota un xiulet en l'orella, aquest és un senyal d'alarma. Inicialment, els danys produïts per una exposició prolongada no són permanents, sobre els 10 dies desapareixen. Tanmateix, si l'exposició a la font de soroll no cessa, les lesions seran definitives. La sordera anirà creixent fins que es perdi totalment l'audició.
No sols el soroll prolongat és perjudicial, un so sobtat de 160dBa, com el d'una explosió o un tret, poden arribar a perforar el timpà o causar altres lesions irreversibles.

### Afeccions auditives
Les afeccions auditives que produïx el soroll són:
- Desplaçament temporal del llindar d'audició: Consistix en una elevació del llindar produïda per la presència d'un soroll, existint recuperació total al cap d'un període, sempre que no es repetisca l'exposició. Es produïx habitualment durant la primera hora d'exposició al soroll.
- Desplaçament permanent del llindar d'audició: És el mateix efecte del desplaçament temporal, però agreujat pel pas del temps i l'exposició al soroll. Quan algú se sotmet a nombrosos desplaçaments temporals del llindar d'audició i durant diversos anys, la recuperació del llindar va sent cada vegada més lenta i dificultosa fins a tornar-se irreversible. El desplaçament permanent del llindar d'audició està directament vinculat amb la perduda de la sensibilitat auditiva deguda a l'edat. La sordera sobrevinguda pel desplaçament permanent del llindar d'audició afecta ambdues oïdes i amb idèntica intensitat.
- Interferència en la comunicació oral: La intel·ligibilitat de la comunicació es reduïx a causa del soroll de fons. L'orella és un transductor i no discrimina entre fonts de soroll. Aquesta separació i identificació de les fonts sonores es dona en el cervell. La interferència en la comunicació oral durant les activitats laborals pot provocar accidents causats per la incapacitat de sentir cridats d'advertència o altres indicacions. També en les oficines, o en altres llocs, com en escoles i llars, la interferència en la conversació constituïx una important font de molèsties que pot impedir que el missatge siga entès.

### Afeccions no auditives
La contaminació acústica, a més d'afectar l'orella pot provocar efectes psicològics negatius i altres efectes fisiopatològics. Per descomptat, el soroll i els seus efectes negatius no auditius sobre el comportament i la salut mental i física de les persones; depèn de les característiques personals. L'estres generat pel soroll es modula en funció de cada individu i de cada situació.
- Efectes psicopatològics: Entre 95 i 105 dBa a més es produeixen afeccions en el rec cerebral, alteracions en la coordinació del sistema nerviós central, alteracions en el procés digestiu, augment en la tensió muscular i la pressió arterial, i canvis de pols en l'encefalograma.[1]
- Efectes psicològics: Inclouen insomni i dificultat per a agafar el son; fatiga; estrès (per l'augment de les hormones relacionades, com per exemple l'adrenalina); depressió; ansietat; irritabilitat; agressivitat; histèria;neurosi; aïllament social i falta de desig sexual. Tots els efectes psicològics estan íntimament relacionats, per exemple l'aïllament conduïx a la depressió i l'insomni produïx fatiga, la fatiga, falta de concertació, la falta de concentració a la poca productivitat i la falta de productivitat a l'estrès.
- Efectes en la son: El soroll produïx dificultats per a conciliar el somni. A més a més, hi pot despertar als que estan dormits. El somni és una activitat que copa un terç de les nostres vides i ens permet descansar, ordenar i projectar el nostre conscient. És important tindre en compte que, no cal un gran soroll per pertorbar el somni, els estímuls dèbils sorpresius també poden fer-ho.
- Efectes a la conducta: El soroll produïx alteracions en la conducta, normalment, són momentànies. El soroll pot provocar sentiments d'inquietud e inseguretat, que poden transformar-se en agressivitat o mostrar un individu amb un major grau de desinterès o irritabilitat.
- Efectes a la memòria: En aquelles tasques on s'utilitza la memòria, s'ha demostrat que hi ha un major rendiment en aquells individus que no estan sotmesos als soroll. En canvi, quan un individu està sotmès a sorolls no desitjats baixa el seu rendiment.
- Efectes a l'atenció: El soroll fa que l'atenció es localitzi en aquells aspectes més importants de la feina, deixant de costat altres aspectes considerats de menor rellevància.
- Efectes durant l'embaràs: S'ha observat que les mares embarassades que han estat des de començaments del seu embaràs en zones molt sorolloses, tenen xiquets que no sofrixen alteracions. Tanmateix, si l'exposició ocorre després dels cinc mesos de gestació, després del part els xiquets no suporten el soroll, ploren quan l'asseguen, i al nàixer tenen una mida inferior a la normal.
- Efectes als xiquets: El soroll repercutix negativament sobre l'aprenentatge i la salut dels xiquets. Quan els xiquets són educats en ambients sorollosos, perden la seua capacitat d'atendre senyals acústics i sofrixen pertorbacions,n en la seua capacitat d'escoltar, el que es tradueix en un endarreriment en l'aprenentatge de la lectura, el que dificulta la comunicació verbal. Així el soroll afavorix l'aïllament i la poca sociabilitat dels menuts.

## Gestió ambiental del soroll
A la Unió Europea s'aprovà la Directiva 2002/49/CE que regula l'avaluació i la gestió del soroll ambiental.
A la legislació espanyola es defineix les àrees amb altes quantitats de contaminació acústica com a "Zones Acústicament Saturades".
A Andalusia s'aprovà una llei el 2007 que entrava en vigor el 2008, a Castella i Lleó s'aprovà una llei el 2009 i al País Valencià el 2002.

### Gestió ambiental del soroll a Catalunya[7]
Per a la protecció contra la contaminació causada pels sorolls i les vibracions, la normativa vigent a Catalunya estableix diferents eines per a la seva gestió, com els mapes de soroll i els plans d'acció.
Dins el conjunt de mapes de soroll podem trobar:
- Mapes estratègics de soroll: Són mapes que mostren el nivell de soroll ambiental existent en un territori determinat, amb informació de la població exposada.
- Mapes de capacitat acústica: Estableixen la zonificació acústica del territori, fixant uns nivells màxims d'immissió permesos a cada zona durant un període determinat.[8] Tots els municipis estan obligats a tenir el seu mapa de capacitat acústica, i posar-lo a disposició dels ciutadans.[9]

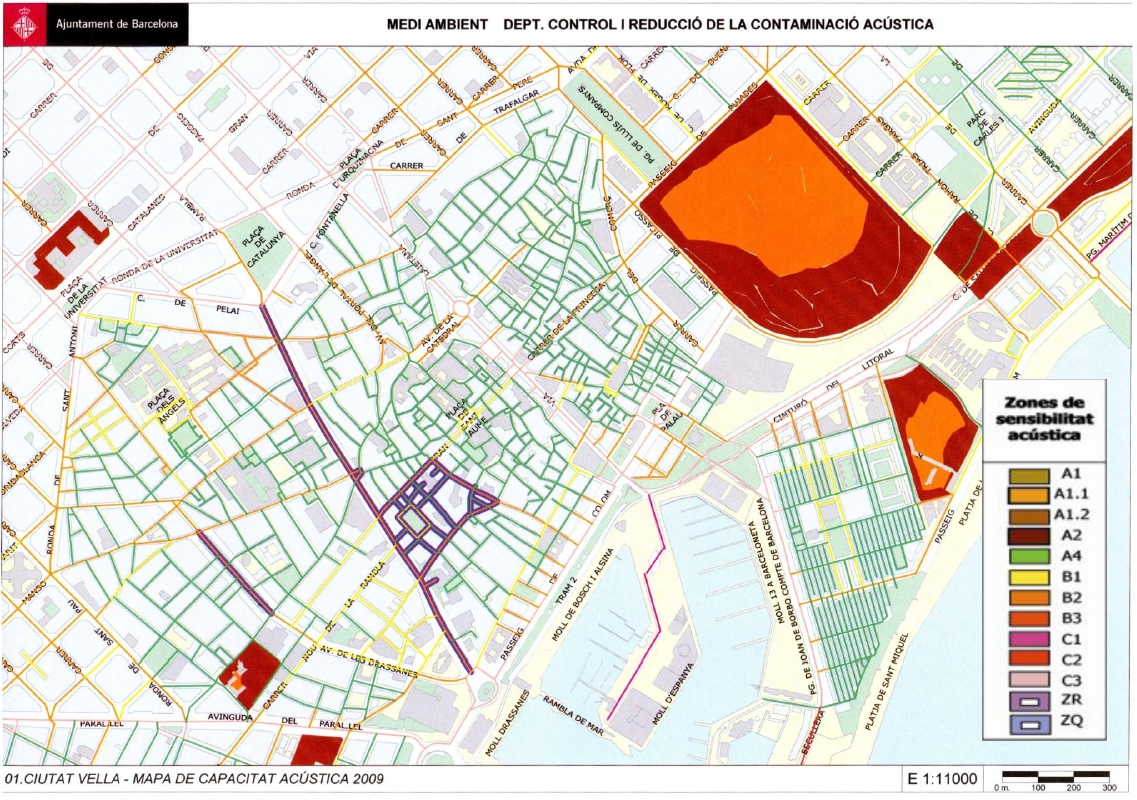
Mapa de capacitat acústica. Barri de Ciutat Vella de Barcelona - 2011.

Els mapes estratègics de soroll representen els nivells de soroll existents, en funció de diferents indicadors, com el nivell dia (Ld), nivell vespre (Le), nivell nit (Ln) o nivell dia-vespre-nit (Lden) en dB(A). A més de la informació dels nivells de soroll ambiental, el mapa estratègic conté dades de la població exposada als diferents nivells de soroll. També és interessant que continguin informació relativa a:
- Mapes de superació, respecte al valors límit, segons el mapa de capacitat acústica.
- Nombre d'habitatges, escoles, hospitals, i en general receptors sensibles, exposats als diferents nivells i en funció dels diferents índex de soroll.

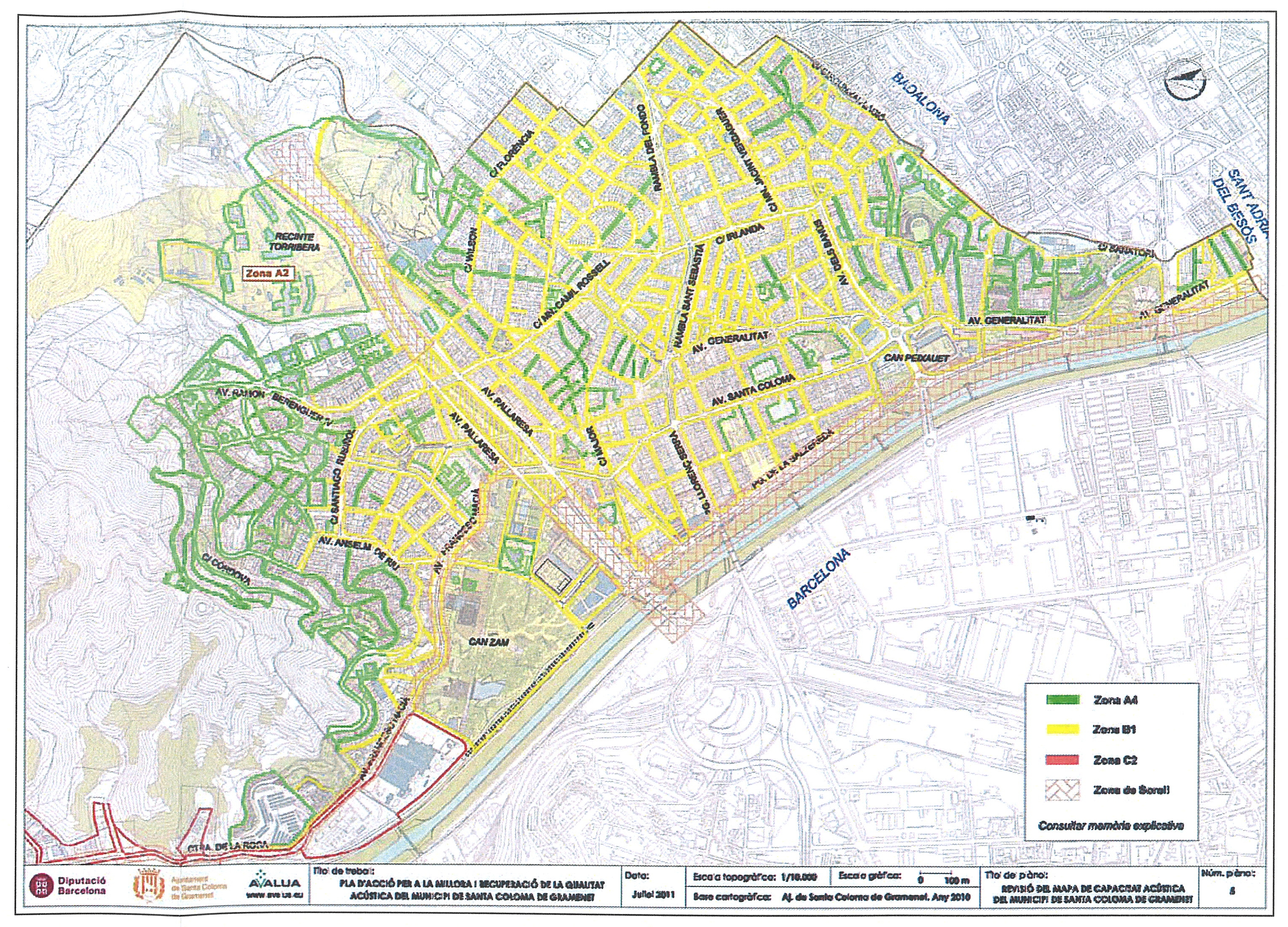
Mapa de capacitat acústica del municipi de Santa Coloma de Gramenet - 2011

Els mapes de capacitat acústica delimiten el territori en zones de sensibilitat, i aquestes zones de sensibilitat es divideixen en usos:
- Zones de sensibilitat acústica alta (A): comprèn els sectors del territori que requereixen una protecció alta contra el soroll.
  - A1: Espais d'interès natural.
  - A2: Predomini de sòl d'ús sanitari, educatiu i cultural.
  - A3: Habitatges situats en medi rural.
  - A4: Predomini de sòl d'ús residencial.

- Zones de sensibilitat acústica moderada (B): formada pels sectors del territori que admeten una percepció mitjana del soroll.
  - B1: Coexistència de sòl d'ús residencial amb activitats i/o infraestructures de transport existents.
  - B2: Predomini de sòl d'ús terciari diferent de C1.
  - B3: Àrees urbanitzades existents afectades per sòl d'ús industrial.

- Zones de sensibilitat acústica baixa (C): formada pels sectors del territori que admeten una percepció elevada del soroll.
  - C1: Usos recreatius i espectacles.
  - C2: Predomini de sòl d'ús industrial.
  - Zona de soroll: Àrees del territori afectades per infraestructures de transport a altres equipaments públics.

Els valors màxims d'immissió en dB (A) permesos es fixen per franges horàries dia (7 a 21 h), vespre (21 a 23 h) i nit (23 a 7 h).
Els plans d'acció són eines de gestió per a la preservació, recuperació i millora de la qualitat acústica. Els plans d'acció tenen per objectiu:
- Afrontar globalment les qüestions que fan referència a la contaminació acústica en les zones corresponents.
- Determinar les accions prioritàries que cal realitzar en cas que se sobrepassin els objectius de qualitat acústica.
- Protegir les zones tranquil·les en les aglomeracions i a camp obert contra l'augment de la contaminació acústica

## Dia Internacional de Conscienciació del Soroll
El Dia Internacional de Conscienciació del Soroll se celebra cada any el 29 d'abril per donar a conèixer i sensibilitzar la ciutadania de la importància de la prevenció de la contaminació acústica per evitar malalties associades al soroll, entre elles la sordesa, i millorar la qualitat de vida de la població.
Aquesta dia, fundat pel Center for Hearing and Communication (CHC), es va celebrar per primera vegada l'any 1996 per animar a la gent a fer alguna actuació o activitat sobre el soroll molest dels entorns en què treballen i viuen.